# دیکیلی
دیکیلی (به ترکی استانبولی: Dikili) شهری است در کشور ترکیه که در استان ازمیر واقع شده‌است. جمعیت این شهر بر اساس سرشماری سال ۲۰۰۸ میلادی ۱۵٬۵۳۰ نفر و بر اساس برآوردهای سال ۲۰۰۹ میلادی ۱۶٬۵۱۵ نفر می‌باشد.